# Ballarra cantrelli
Ballarra cantrelli is een hooiwagen uit de familie Neopilionidae. De wetenschappelijke naam van Ballarra cantrelli gaat terug op G. S. Hunt & J. C. Cokendolpher.